# Lordo
In economia con lordo si intende un oggetto su cui non sono state effettuate detrazioni. Ad esempio, lo stipendio lordo comprende sia la quota che riceve il lavoratore, sia le dovute tasse.
Lordo deriva dal latino luridus, "storpio"; il significato di "sporco, sudicio" ha la stessa origine. 
Al di fuori del linguaggio economico la dizione al lordo significa "comprensivo di...", "includendo..." e simili.
Il suo opposto è netto.